# プロ野球 熱スタ
プロ野球 熱スタ（ぷろやきゅう ねつすた）は、バンダイナムコゲームス・ナムコレーベルより発売されたプロ野球テレビゲームのシリーズ。PlayStation 2用ソフトとして2006年と2007年に発売された（2作品）。

## 概要
2006年、旧・ナムコがバンダイナムコゲームスに改称したのを期にフジテレビのプロ野球中継とのタイアップを解消し、新規のシリーズとしてスタートさせた。とはいえ、2002年よりリリースしていたリアル系野球ゲーム『熱チュー!プロ野球』シリーズ及び『BASEBALL L!VE 2005』の作風は受け継いでいる。
2008年以降は『ファミスタDS』に移行したためか、新作のリリースは途絶えている。

## ファミスタモード
本編とは別に用意された、『プロ野球ファミリースタジアム』のゲームデザイン・システムを再現したモード。『熱スタ2006』が発売された2006年は、ナムコ初の野球ゲームである『ファミスタ』第1作の発売20周年にあたり、これを記念して収録されたものである。『熱スタ2006』には2006年度、『熱スタ2007』にも2007年度選手データで収録された。
また、『熱スタ2007』の本編には隠しチームとしてリアルナムコスターズと歴代OBチームが登場する。

## シリーズ作品
- プロ野球 熱スタ2006 - 2006年4月6日発売
- プロ野球 熱スタ2007 - 2007年4月5日発売

## 出演者
肩書は発売当時のもの。

### 実況担当
- 節丸裕一（フリーアナウンサー） - 2006、2007

### 解説者
- 栗山英樹（テレビ朝日・TBSラジオ等野球解説者） - 2006、2007
- 大塚光二（テレビ朝日・文化放送等野球解説者）- 2006、2007

いずれも声のみの出演である。なお、ファミスタモードでは実況は行われない。